# José de Ribas
José de Ribas y Boyons, o Iósif (Ósip) Mijáilovich Deribás (en ruso: Ио́сиф (О́сип) Миха́йлович Дериба́с), de nombre completo José Pascual Domingo de Ribas y Boyons (Nápoles, 6 de junio de 1749 - San Petersburgo, 2 de diciembre de 1800), fue un noble de origen español y almirante de la armada imperial rusa bajo las órdenes de Catalina II de Rusia.
Fundador en 1794 de la ciudad de Odesa, futura tercera ciudad en el siglo XIX del Imperio ruso. La calle Deribásivska (en ucraniano: Дериба́сівська) o Deribásovskaya (en ruso: Дерибасовская) es la más reconocida de la ciudad y desde 1811 se nombró en su honor como uno de los padres fundadores. Participó exitosamente en la expansión del imperio hacia el sureste de Europa y el mar Negro, en la guerra ruso-turca de 1768-1774 y en la de 1787-1792.

## Biografía
Su padre, Miguel de Ribas y Bouyens, era de Barcelona, de familia noble de Cataluña, y sirvió como mariscal y director del Ministerio de Fuerzas Navales y Armadas en el Reino de Nápoles. Su madre, Margaret Plunkett, era de Irlanda con el «noble apellido Duncan». La fecha de nacimiento concreta de José de Ribas es desconocida. Los historiadores coinciden en que nació entre 1749 y 1754: según algunas fuentes el 6 de junio de 1749, y según documentos familiares el 13 de septiembre de 1751.
Nace en Nápoles durante la dominación hispana de 1734-1759 y es políglota, aprende inicialmente seis idiomas: español, italiano, latín, inglés, francés y alemán. Es alistado a los 16 años en la Guardia Napolitana, en el regimiento de infantería con el rango de segundo teniente.

### Oficial del ejército imperial ruso

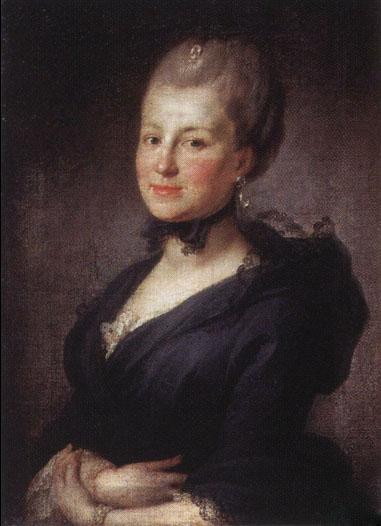
Anastasia Sokolova, esposa de José de Ribas, por Stefano Torelli

A los veinte, con el grado de mayor del ejército, fue presentado en la ciudad de Livorno a Alekséi Orlov (1737-1808), comandante de la flota rusa en el mar Mediterráneo y hermano de uno de los amantes de la emperatriz Catalina la Grande. El oficial lo tomó a su servicio como ayudante e intérprete. Durante su viaje hacia Rusia, participó en la batalla naval de Chesma en la guerra ruso-turca de 1768 a 1774, donde la flota imperial rusa hundió a la otomana.
Llegó a Rusia en 1772, aprendió ruso y se alistó en la academia militar rusa, el cuerpo de cadetes, con el rango de capitán. El hecho de que siempre se considerara español queda de manifiesto en el documento de inscripción en el cuerpo, donde se le nombra como iz ispánskij dvorián o «miembro de la nobleza española». En San Petersburgo tomó contacto con el ministro de construcciones de la emperatriz, Iván Betskói y con su hija ilegítima Anastasia Ivánovna Sokolova, con la que se casaría tres años después. La boda se celebró en 1776 en el palacio de Tsárskoye Seló, con la presencia de la zarina, que posteriormente se convertiría en madrina de las dos hijas del matrimonio, Catalina y Sofía (su nieta Catalina Dolgorúkov fue amante y luego esposa morganática del zar Alejandro II de Rusia).

### Expansión del imperio y guerras con los otomanos
En 1783, más de nueve años después de su llegada a San Petersburgo, entró al servicio del nuevo favorito de la zarina, el príncipe Grigori Potiomkin. Ascendido a coronel y posteriormente a brigadier, ayudó a Potiomkin a conquistar la península de Crimea y a construir la futura Flota del Mar Negro y su puerto base principal, Sebastopol.
Reanudada la guerra con Turquía (guerra ruso-turca de 1787 a 1792), tuvo una brillante actuación en la batalla naval del estuario del Dniéper, gracias a la cual le fue concedido el mando de la recién creada flotilla de remos del mar Negro, la mitad de cuyos efectivos estaba compuesta por cosacos. Con estos hombres participó en el asedio a la fortaleza de Ochákov, tomando la isla Berezán, lo que le valió el ascenso a mayor general.

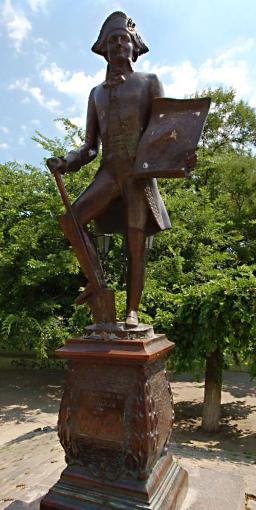
Estatua de Ribas en Odesa con planos y herramientas propias de un constructor.

En el otoño de 1789, inició una operación nocturna, durante la cual tomó la población de Jadzhibéy y la fortaleza costera de Yení Dunyá. Ribas era consciente de las posibilidades estratégicas de esta bahía para la construcción de un puerto militar, y allí fue donde más tarde levantó la ciudad de Odesa.
Al año siguiente tuvo lugar su mayor triunfo, al conseguir la toma de la fortaleza de Izmaíl, que había sido reforzada por ingenieros franceses y alemanes y se consideraba inexpugnable. Ribas condujo su flotilla a través de la desembocadura del Danubio y remontó el río hasta la fortaleza, dejando en su camino más de un centenar de naves turcas destruidas o capturadas. Creyendo en la posibilidad de tomarla al asalto, efectuó un plan para lograrlo. Sin embargo, el consejo presidido por el teniente general Iván Gudóvich decidió levantar el cerco y retirarse. Ribas envió cartas a Potiomkin que lo convencieron de enviarle a su camarada de armas, el general Aleksandr Suvórov. Con su ayuda y la de nueve columnas asaltaron la fortaleza, tomándola en una de las mayores masacres del siglo, lo que le valió ser considerado parte del selecto círculo de las águilas de Catalina.

### Fundación de Odesa y la flota del Mar Negro
En 1792, firmó el Tratado de Jassy como uno de los tres plenipotenciarios designados por Potiomkin ante el Imperio otomano para firmar la paz. En él se cedía a Rusia toda la orilla septentrional del mar Negro.En un decreto personal, Catalina le encomienda la construcción de lo que pasaría a ser Odesa, lo que lograría en el tiempo récord de dos años.
En 1794, fue nombrado gobernador de Odesa. Los primeros y escasos habitantes fueron cosacos. Para atraer nuevos pobladores, Ribas declaró que los que se establecieran en Odesa no pagarían impuestos y se les darían tierras para construir sus casas. En 1799 la ciudad ya contaba con más de 4500 habitantes y con el tiempo se convirtió en uno de los puertos más importantes del mar Negro.
También comenzó la construcción de la flota rusa del mar Negro. Esto levantó suspicacias entre la oficialidad de la Armada rusa que objetó ante la zarina lo insólito de que un militar del Ejército de Tierra estuviese al frente de una flota. Catalina comprendió que la queja era acertada y prometió solucionar el problema: Ribas fue nombrado contralmirante y posteriormente vicealmirante.
A la muerte de la emperatriz Catalina y el acceso al trono de su hijo Pablo I, Ribas fue llamado por éste a San Petersburgo para ser sometido a proceso por supuestas malversaciones en la fundación de Odesa. En la capital, Ribas logró granjearse la confianza del Zar, por lo que los cargos fueron desestimados y sus propiedades y honores, restituidos. Sin embargo, Pablo I lo retuvo en la Corte, nunca volvió a Odesa.
Una de las iniciativas del nuevo zar fue la creación del Ministerio de Montes.

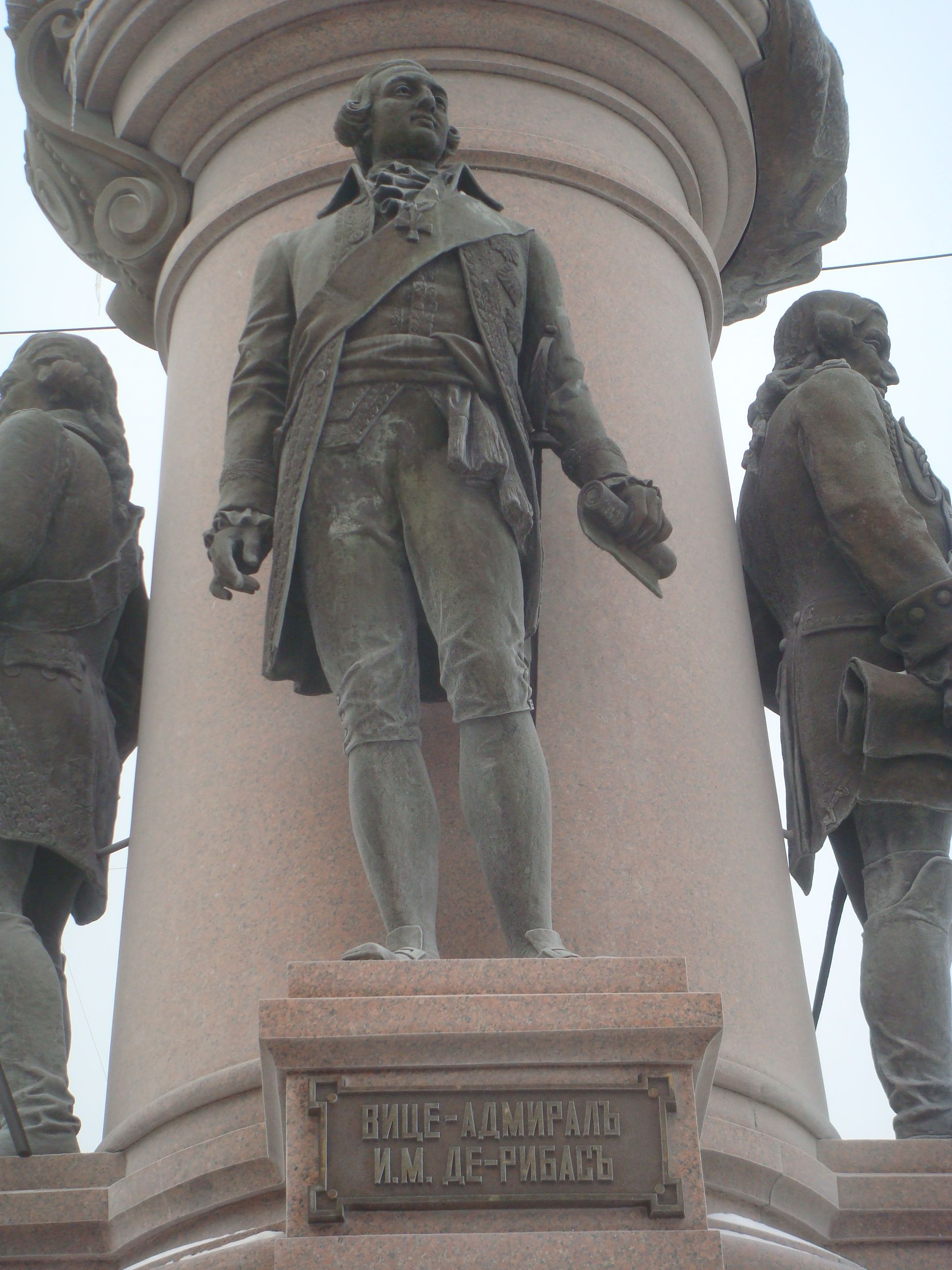
José de Ribas en el monumento a Catalina la Grande y los padres fundadores de Odesa.

La atmósfera en la Corte estaba enrarecida debido al difícil carácter de Pablo I, junto al hecho de que José de Ribas con el paso de los años y el cambio de corona fue perdiendo gran parte de sus amistades y cada vez estaba en peor situación. Fue víctima de conspiraciones palaciegas que lograron que fuera apartado de sus cargos en marzo de 1800. A raíz de esta destitución, contactó con los círculos de descontentos de la errática política de Pablo I y conspiró, junto con el vicecanciller Nikita Panin y el gobernador de San Petersburgo Peter Ludwig von der Pahlen para dar un golpe de Estado que pusiera en el poder al gran príncipe Alejandro, el heredero; pero estos planes se frustraron por la enfermedad que lo afligió, unas fiebres crónicas de las que se había contagiado en campaña, falleciendo el 2 de diciembre de 1800. Muchas fuentes coinciden en manifestar que fue envenenado por Von Pahlen, ante el temor de éste de que en su delirio revelara los planes golpistas. Está enterrado en el cementerio luterano Smolénskoe de San Petersburgo ubicado en la Isla de los Decembristas.

## Reconocimientos póstumos
Tomó una fortaleza inexpugnable y construyó una magnífica ciudad.
Anónimo. Epitafio en la lápida de José de Ribas

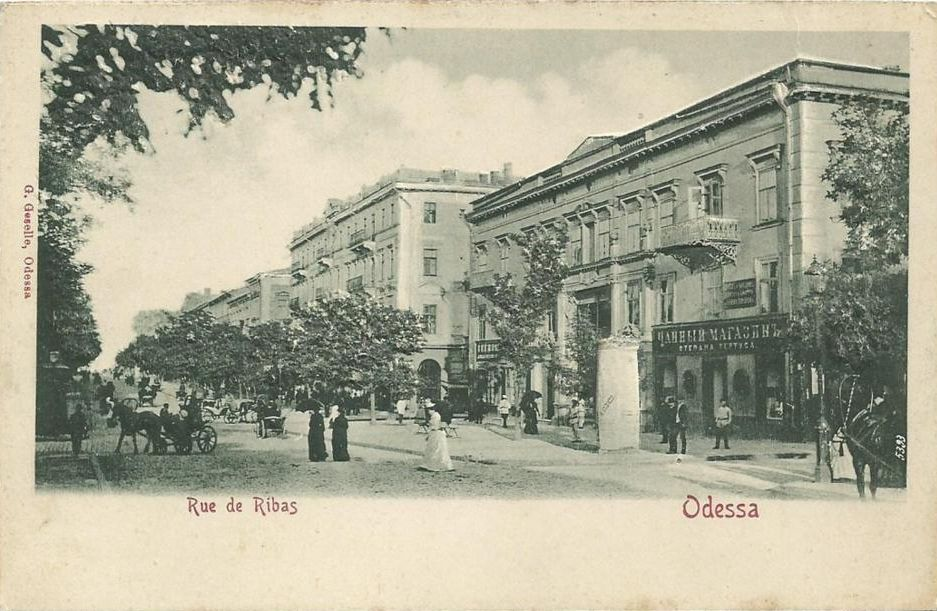
La calle Deribásivska en una tarjeta postal de principios del

La calle principal de Odesa denominada Deribásovskaya o Deribásivska, honra al almirante Ribas desde 1811. El gobierno soviético intentó en varias ocasiones cambiar el nombre de la calle por otras personalidades: en 1920, a Ferdinand Lassalle, protagonista del movimiento obrero alemán, y a Valeri Chkálov, famoso aviador de pruebas, héroe de la Unión Soviética, en 1938. Pero los «odesitas» se opusieron una y otra vez hasta que en 1941 volvió a su nombre original.
Con motivo del 200 aniversario de la fundación de Odesa, en 1994, la ciudad le dedicó una estatua de bronce ubicada al principio de la calle que lleva su nombre. El autor de la misma es el escultor odesita Aleksandr Knyázik. En la estatua, el fundador José de Ribas figura con una pala en una mano y un plano en la otra.
Otra referencia al insigne fundador está señalada en el monumento que hay en honor de la emperatriz Catalina II, en la plaza de Catalina, Kateríninskaya; en la que en una de las figuras que adornan el pedestal hay un nombre de connotaciones netamente españolas, a pesar de estar escrito en cirílico: Vicealmirante I.M. De-Ribas.
En 2013, se realizó, a iniciativa de la embajada española en Ucrania, un documental para reconocer su figura: José de Ribas. El Odiseo español, dirigido por Jorge Latorre.

## Condecoraciones
- Caballero de la Orden de San Jorge ( Imperio ruso).
- Caballero de la Orden de San Vladimiro ( Imperio ruso).
- Caballero de la Orden de San Alejandro Nevski ( Imperio ruso).
- Caballero de la Orden de San Juan de Jerusalén ( Imperio ruso).